# アルハラ
アルハラ（ロシア語: Архара）は、ロシア連邦東部のアムール州にあり、アルハリンスキー地区の中心に位置する町。人口は8,728人（2018年）。

## 交通
- シベリア鉄道：アルハラ駅
  - ザバイカリエ鉄道支社と極東鉄道支社の境界駅である。